# Chudleigh
Chudleigh – miasto w Anglii, w hrabstwie Devon, w dystrykcie Teignbridge. Leży 14 km na południe od miasta Exeter i 264 km na zachód od Londynu.